# Автомобільна світлотехніка
| Зовнішні світлові прилади легкового автомобіля |
| --- |
| Фари ближнього світла (+габаритні вогні, підсвітлення номера і панелі) Сигнал небезпеки (вдень, під час руху)                                                                   |
| Фари дальнього світла (+ближнє світло, габарити, підсвітлення номера і панелі) Світловий сигнал (доступний без ближнього світла) В міжнародному стандарті передбачено два види: |
| Протитуманні фари (+габаритні вогні, підсвітлення номера і панелі) Поліпшують видимість в дощ/туман Замість денних ходових вогнів                                               |
| Денні ходові вогні Виділення машини вдень Увімкнений двигун, вимкнені габарити/фари[джерело?]                                                                                   |
| Габаритні вогні (+підсвітлення номерного знака, приладової панелі) Виділення машини в сутінках, вночі на стоянці[джерело?]                                                      |
| Стоянкові вогні Виділення машини вночі на стоянці[джерело?] |
| Задній протитуманний ліхтар (+габаритні вогні, фари, підсвітлення номера і панелі) Виділення машини в туман, сильний дощ                                                        |
| Повороти Намір повернути, зупинитися, рушити з місця |
| Аварійна світлова сигналізація Проблеми з автомобілем, водієм, вантажем Сигнал небезпеки (на стоянці)                                                                           |
| Ліхтар заднього ходу Ввімкнений двигун, ввімкнена задня передача |
| Стоп-сигнал Увімкнений двигун, увімкнене гальмо |

Автомобільна світлотехніка — комплекс світлової техніки, що використовується для сигналізації та освітлення. Автомобільне освітлення монтується на передній, задній, а також бічних частинах транспортного засобу у вигляді фар або ліхтарів. Пристрої світлотехніки можуть бути як виступаючим елементом кузова автомобіля, так і прихованими.

## Призначення
Основним призначенням автомобільного освітлення є:
- Попередження інших учасників дорожнього руху про намір водія змінити швидкість або напрямок руху
- Забезпечення освітлення дорожнього покриття і простору попереду після настання темряви
- Позначення транспортного засобу, його габаритів і напрямків руху для інших учасників дорожнього руху як в темний, так і у світлий час доби

В основі автомобільного освітлення лежить колірна мнемоніка: спереду застосовується білий колір, позаду — червоний, збоку — жовтий.

## Розміщення елементів управління в сучасних автомобілях
Стоп-сигнал, денні ходові вогні і ліхтар заднього ходу вмикаються автоматично.
Ручка управління покажчиками повороту використовується також для управління дальнім світлом фар.
Часто на цій же ручці знаходяться тумблери управління габаритними вогнями, ближнім світлом фар і протитуманними ліхтарями. У деяких машинах (наприклад, групи «Фольксваген») ці тумблери знаходяться в іншому місці, під лівою рукою.
Кнопка ввімкнення аварійної світлової сигналізації завжди розташована на центральній консолі автомобіля.

## Історія

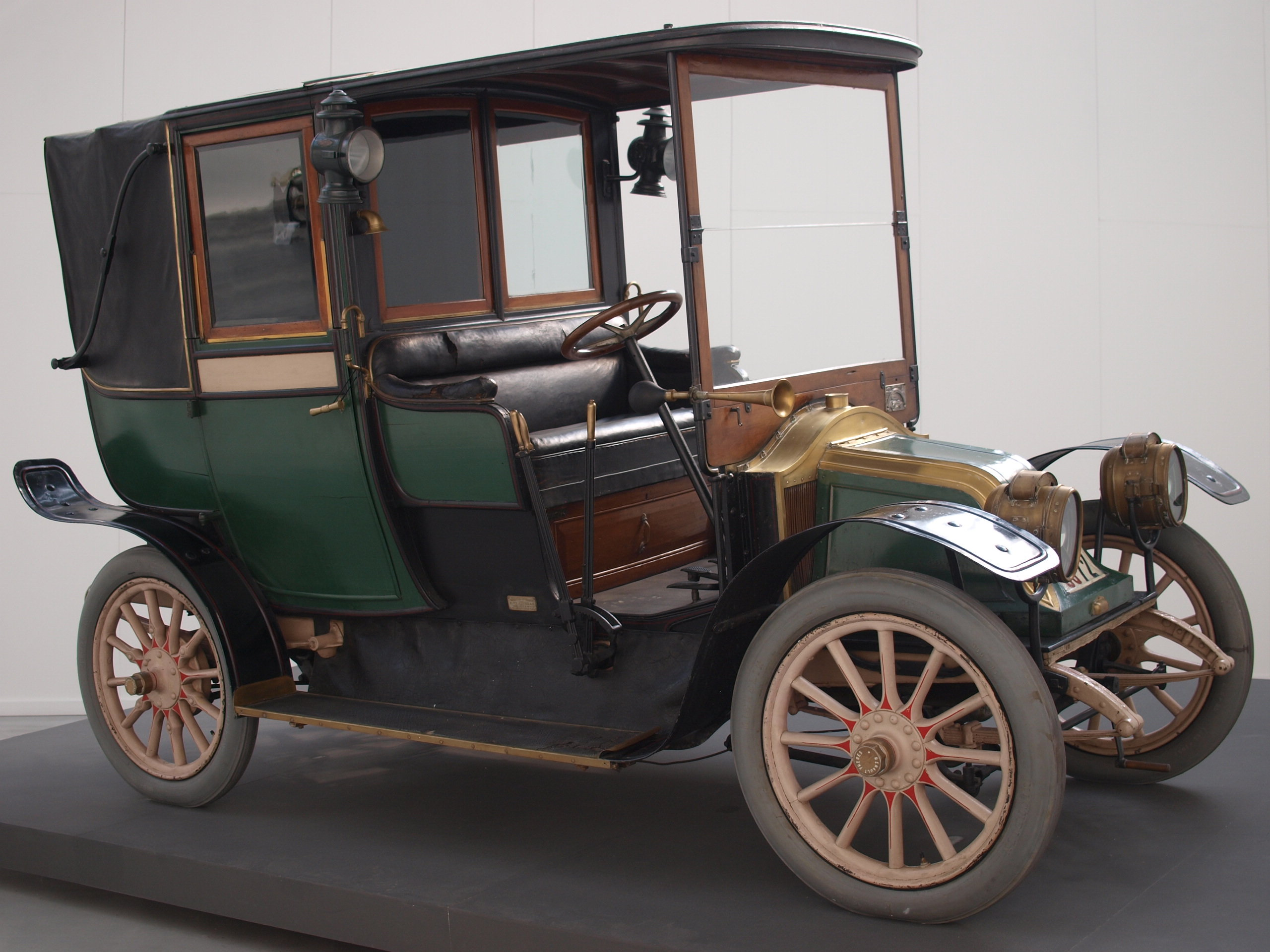
Автомобіль Renault AG-Fiacre Paris 1910 року з ацетиленовими фарами

Перші автомобільні ліхтарі застосовували гас
, однак проблему освітлення вони вирішували досить слабо.
Пілот і авіаконструктор Луї Блеріо в 1896 році запропонував використовувати ацетиленові світильники. Для отримання ацетилена в автомобілі встановлювався спеціальний бак з карбідом кальцію і водою. Для ввімкнення фар водію доводилося відкривати кран подачі ацетилену, відкривати фари і запалювати вбудовані в них пальники сірниками.